# Wissenschaftlich Ergebnisse der Schwedischen Rhodesia-Kongo-Expedition 1911-1912
Wissenschaftlich Ergebnisse der Schwedischen Rhodesia-Kongo-Expedition 1911-1912 (abreviado Wiss. Ergebn. Schwed. Rhodesia-Kongo-Exped. 1911-1912) es un libro con ilustraciones y descripciones botánicas que fue escrito conjuntamente por Robert Elias Fries & Eric von Rosen y publicado en Estocolmo en 3 volúmenes en los años 1914 a 1921, con el nombre de Wissenschaftlich Ergebnisse der Schwedischen Rhodesia-Kongo-Expedition 1911-1912: unter Leitung von Eric Graf von Rosen. 

## Publicación
- Volumen n.º 1, Pteridophyta und Choripetalae, 1914;
- Volumen n.º 2, Monocotyledones und Sympetalae, 1916;
- Volumen n.º 3, Ergänzungsheft, 1921